# Пољановце
Пољановце (слч. Poľanovce) насељено је мјесто са административним статусом сеоске општине (слч. obec) у округу Љевоча, у Прешовском крају, Словачка Република.

## Становништво
| Година:    | 1994. | 2004.    | 2014.   | 2024.   |
| ---------- | ----- | -------- | ------- | ------- |
| Број људи: | 307   | 175      | 172     | 160     |
| Разлика:   |       | -42,99 % | -1,71 % | -6,97 % |

| Година:    | 2023. | 2024. |
| ---------- | ----- | ----- |
| Број људи: | 160   | 160   |
| Разлика:   |       | +0 %  |

Према подацима о броју становника из 2011. године насеље је имало 184 становника.